# Carlo Pellion di Persano
Le comte Carlo di Persano Pellion (né à Verceil en Piémont le 11 mars 1806, mort à Turin le 28 juillet 1883), patriote de l'Unité italienne du royaume de Sardaigne, est un amiral et homme politique italien, commandant de la flotte Regia Marina à la bataille de Lissa.

## Biographie
Carlo di Persano Pellion  s'engage dans la marine sarde et accède rapidement à de hautes fonctions. Entre 1860 et 1861, il commande la flotte royale et devient un membre actif pour la réunification de l'Italie. Après l'unification, il est élu à l'Assemblée législative au Collège VII et VIII de La Spezia, Il devient ministre de la Marine sous le gouvernement de Urbano Rattazzi en 1862. Il est nommé sénateur le 8 octobre 1865. 
Âgé de 60 ans, commandant de la flotte italienne, et après la défaite de la bataille de Lissa en 1866, Carlo di Persano Pellion est jugé par le tribunal militaire pour incapacité, mais sera acquitté. Il meurt à Turin en 1883.